# Подсмереки
Подсмереки (укр. Підсмереки) — село в Перемышлянской городской общине Львовского района Львовской области Украины.
Население по переписи 2001 года составляло 56 человек. Занимает площадь 0,87 км². Почтовый индекс — 81234. Телефонный код — 3263.

## История
В 1946 г. Указом ПВС УССР хутор Подвицень переименован в Подсмереки.